# Ordine di merito
L'ordine di merito è un modo per classificare le fonti di energia disponibili, in particolare la produzione di energia elettrica, in base all'ordine crescente del prezzo (che può riflettere l'ordine dei costi marginali di produzione a breve termine) e talvolta dell'inquinamento, insieme alla quantità di energia che verrà generata. In una gestione centralizzata, la graduatoria è tale che gli impianti con i costi marginali più bassi sono i primi ad essere attivati per soddisfare la domanda di elettricità, mentre gli impianti con i costi marginali più alti sono gli ultimi ad essere attivati. La distribuzione della produzione in questo modo, nota come dispacciamento economico, riduce al minimo i costi di produzione dell'elettricità. Talvolta le unità di generazione devono essere avviate senza rispettare l'ordine di merito, a causa della congestione della rete di trasmissione, dell'affidabilità del sistema o per altri motivi.

## L'effetto delle energie rinnovabili sull'ordine di merito
L'elevata domanda di elettricità durante i picchi di domanda fa aumentare il prezzo di offerta dell'elettricità e il mix di fornitura di energia di base, spesso relativamente poco costoso, deve essere integrato da centrali elettriche di picco, che applicano un sovrapprezzo per la loro elettricità.
L'aumento dell'offerta di energia rinnovabile tende ad abbassare il prezzo medio per unità di elettricità, perché l'energia eolica e quella solare hanno costi marginali molto bassi: i produttori non devono pagare il combustibile e gli unici fattori che contribuiscono al loro costo marginale sono i costi di operazione e la manutenzione. Con costi spesso ridotti ulteriormente dall'incentivazione alle fonti rinnovabili, la loro elettricità è di conseguenza meno costosa sul mercato elettrico rispetto a quella del carbone o del gas naturale, e le società di trasmissione acquistano da loro per prime. L'energia solare ed eolica riducono quindi notevolmente la quantità di elettricità di punta, molto costosa, che le compagnie di trasmissione devono acquistare, riducendo così il costo complessivo.
Tuttavia, il costo marginale nullo dell'energia eolica e solare non si traduce in un costo marginale nullo dell'elettricità in un sistema di mercato elettrico aperto e competitivo, poiché la sola fornitura di energia eolica e solare spesso non può essere distribuita per soddisfare la domanda di picco senza impianti di accumulo. Lo scopo dell'ordine di merito è quello di consentire che l'elettricità con il costo netto più basso venisse distribuita per prima, riducendo così al minimo i costi complessivi del sistema elettrico per i consumatori.

## Dispacciamento economico
Il dispacciamento economico è la determinazione a breve termine della produzione ottimale di una serie di impianti di generazione di energia elettrica, per soddisfare il carico del sistema, al minor costo possibile, subordinatamente ai vincoli di trasmissione e operativi. Il problema del dispacciamento economico viene risolto mediante un software informatico specializzato che deve soddisfare i vincoli operativi e di sistema delle risorse disponibili e delle corrispondenti capacità di trasmissione.
L'idea principale è che, per soddisfare il carico al minimo costo totale, si deve utilizzare per primo l'insieme di generatori con i costi marginali più bassi, con il costo marginale del generatore finale necessario per soddisfare il carico che definisce il costo marginale del sistema. Questo è il costo per immettere nel sistema un MWh di energia aggiuntivo.

### Formulazione matematica di base
Quanto segue si basa su Biggar e Hesamzadeh (2014) e Kirschen (2010). Il problema del dispacciamento economico può essere concepito come la massimizzazione del benessere economico W di una rete elettrica, rispettando al contempo i vincoli del sistema.
Per una rete con n nodi, supponiamo che {\displaystyle S_{k}} sia il tasso di generazione e {\displaystyle D_{k}} sia il tasso di consumo al nodo k. Supponiamo, inoltre, che {\displaystyle C_{k}(S_{k})} sia la funzione di costo di produzione di energia (vale a dire, il tasso al quale il generatore sostiene costi quando produce energia al tasso {\displaystyle S_{k}} e {\displaystyle V_{k}(D_{k})} sia il tasso al quale il carico riceve valore o benefici (espressi in unità monetarie) quando consuma al tasso {\displaystyle D_{k}}. Il benessere totale è quindi
{\displaystyle W=\sum _{k=1}^{n}V_{k}(D_{k})-\sum _{k=1}^{n}C_{k}(S_{k})}
Il compito del dispacciamento economico è trovare la combinazione di tassi di produzione e consumo {\displaystyle (S_{k},D_{k})} che massimizza l'espressione di W soggetta a una serie di vincoli:
{\displaystyle \max _{S_{k},D_{k}}W}
Il primo vincolo, necessario per interpretare i vincoli che seguono, è che l'iniezione netta su ciascun nodo sia uguale alla produzione totale su quel bus meno il consumo totale:
{\displaystyle \forall k,\;I_{k}=S_{k}-D_{k}}
Il vincolo di bilanciamento della potenza richiede che la somma delle iniezioni nette su tutti i bus sia uguale alle perdite di potenza nei rami della rete:
{\displaystyle \sum _{k=1}^{n}I_{k}=L(I_{1},I_{2},\dots ,I_{n-1})}
Le perdite di potenza L dipendono dal flusso di elettricità nei rami e quindi dalle iniezioni nette, come mostrato nell'equazione precedente. Tuttavia non può dipendere dalle iniezioni di tutti i nodi poiché ciò darebbe origine a un sistema sovradeterminato. Quindi un nodo viene scelto come nodo slack e viene omesso dalle variabili della funzione L. La scelta del nodo slack è del tutto arbitraria; in questa formulazione viene scelto il nodo n.
Il secondo vincolo riguarda i limiti di trasmissione sulle linee della rete. Per un sistema con m linee questo vincolo è modellato come:
{\displaystyle F_{l}(I_{1},I_{2},\dots ,I_{n-1})\leq F_{l}^{max}\qquad l=1,\dots ,m}
dove {\displaystyle F_{l}} è il flusso di energia sul ramo l e {\displaystyle F_{l}^{max}} è il valore massimo che questo flusso può assumere. Si noti che l'iniezione netta nel nodo slack non è inclusa in questa equazione per le stesse ragioni di cui sopra.
Queste equazioni possono ora essere combinate per costruire la lagrangiana del problema di ottimizzazione:
{\displaystyle {\mathcal {L}}=\sum _{k=1}^{n}C_{k}(I_{k})+\pi \left[L(I_{1},I_{2},\dots ,I_{n-1})-\sum _{k=1}^{n}I_{k}\right]+\sum _{l=1}^{m}\mu _{l}\left[F_{l}^{max}-F_{l}(I_{1},I_{2},\dots ,I_{n-1})\right]}
dove π e μ sono i moltiplicatori di Lagrange dei vincoli. Le condizioni per l'ottimalità sono quindi:
{\displaystyle {\partial {\mathcal {L}} \over \partial I_{k}}=0\qquad k=1,\dots ,n}
{\displaystyle {\partial {\mathcal {L}} \over \partial \pi }=0}
{\displaystyle {\partial {\mathcal {L}} \over \partial \mu _{l}}=0\qquad l=1,\dots ,m}
{\displaystyle \mu _{l}\cdot \left[F_{l}^{max}-F_{l}(I_{1},I_{2},\dots ,I_{n-1})\right]=0\quad \mu _{l}\geq 0\quad k=1,\dots ,n}
dove l'ultima condizione è necessaria per gestire il vincolo di disuguaglianza sulla capacità della linea.
La risoluzione di queste equazioni è computazionalmente difficile poiché non sono lineari e comportano implicitamente la soluzione delle equazioni del flusso di potenza. 
Esiste un caso particolare che si ritrova in gran parte della letteratura. Questo è il caso in cui si suppone che la domanda sia perfettamente anelastica (vale a dire che non reagisce al prezzo). Ciò equivale a supporre che {\displaystyle V_{k}(D_{k})=M\min(D_{k},{\bar {D}}_{k})} per un valore molto grande di {\displaystyle M} e domanda anelastica {\displaystyle {\bar {D}}_{k}}. In base a questa ipotesi, il benessere economico totale è massimizzato scegliendo {\displaystyle D_{k}={\bar {D}}_{k}}. Il dispacciamento economico si riduce a:
{\displaystyle \min _{S_{k}}\sum _{k=1}^{n}C_{k}(S_{k})}
Fatto salvo il vincolo che {\displaystyle \forall k,\;I_{k}=S_{k}-{\bar {D}}_{k}} e gli altri vincoli sopra indicati.